# Heinrich Lemke
Peter Balthasar Heinrich Lemke OSB, Ordensname: Henry; auch Lemcke (* 27. Juli 1799 in Rehna; † 29. November 1882 in Carrolltown, Pennsylvania) war ein deutschstämmiger römisch-katholischer Priester und Missionar in den Vereinigten Staaten. Er war der Wegbereiter der Benediktiner in Nordamerika.

## Leben
Heinrich Lemke wurde am 27. Juli 1799 als jüngstes von fünf Kindern der Eheleute Johann Martin Friedrich Lemcke, Stadtaktuarius (Stadtsekretär) in Rehna, und Charlotta Friederica Sophia geborene Jürgens in Rehna geboren und am 1. August 1799 in der dortigen Stadtkirche evangelisch auf den Namen Peter Balzer Heinrich Lemcke getauft. Seinem Großvater Joachim Friedrich Jürgens (1721–1814), Kantor, Organist und Lehrer in Rehna, verdankte Lemke die Grundlage seines Lebens, die Beziehung zu Gott.
Nach dem Besuch der Domschule in Schwerin begann er im April 1819 das Studium der Theologie in Rostock, um wie sein Bruder Emil evangelischer Pastor zu werden. Nach dem Ende des Studiums trat er eine Stelle als Hauslehrer bei dem Gutsherrn Menno Dietrich Rettich in Harkensee bei Dassow an, von wo aus er dem Pastor von Dassow beim Predigtdienst aushalf.
1823 wanderte er nach Regensburg aus. Hier lernte er das katholische Leben kennen und wurde am 21. April 1824 in die katholische Kirche aufgenommen. Nachdem er einige Jahre bei einem katholischen Pfarrer mitgelebt hatte, und nach Abschluss der nötigen Studien, wurde er am 11. April 1826 durch Bischof Johann Michael Sailer in Regensburg zum Priester geweiht. Anschließend war er einige Jahre als Seelsorger in Niederbayern und Regensburg tätig. 1829 wurde er bayrischer Staatsbürger.
1831 ging er als Schlosskaplan auf Stift Neuburg bei Heidelberg. Hier traf er Clemens Brentano, der ihm den Anstoß gab, in die Seelsorge nach Nordamerika zu gehen. Am 20. August 1834 kam er in New York an. Es folgten Jahre der Seelsorge in Philadelphia, Ebensburg und Loretto, Pennsylvania. Hier wurde er Nachfolger des Priesters Fürst Demetrius Augustinus Gallitzin. 1836 gründete er die Stadt Carrolltown in Cambria County, Pennsylvania.
1845 unternahm Lemke eine Reise in die Heimat. Im Kloster Metten warb er Benediktiner an, nach Nordamerika zu kommen. Im folgenden Jahr traf Pater Bonifaz Wimmer mit 18 Kandidaten ein, der das Kloster St. Vincent in Latrobe, Pennsylvania gründete. Bald nach seiner Rückkehr aus der Heimat wurde Lemke 1848 Pastor in Reading, Pennsylvania. Wenig später trat er in den Benediktinerorden ein und legte am 21. Februar 1853 die feierlichen Ordensgelübde ab. Sein Ordensname war Pater Henry.
1855 reiste Lemke nach Kansas. Er war der erste Benediktiner, der in Kansas lebte. Hier bereitete er die Gründung des Klosters St. Benedict in Atchison (Kansas) vor, die 1857 erfolgte. Nach seiner Rückkehr von dort unternahm Henry Lemke seine letzte große Reise in die deutsche Heimat. Er besuchte unter anderem die Könige von Sachsen und Bayern und zahlreiche Klöster und Bischöfe, um Unterstützung für die Katholische Kirche in Nordamerika zu erbitten. In Münster gab er beim Coppenrath Verlag sein Buch Leben und Wirken des Prinzen Demetrius Gallitzin in Druck.
Nach seiner Rückkehr wurde Henry Lemke Pfarrer der St.-Michael-Gemeinde in Elizabeth, New Jersey, wo er bis zu seinem Ruhestand, 1877, tätig blieb. Seinen Lebensabend verbrachte Henry Lemke in seiner Stadt Carrolltown.

## Werke
- Leben und Wirken des Prinzen Demetrius Gallitzin. Coppenrath Verlag, Münster 1861.
- Life and Work of Prince Demetrius Augustine Gallitzin. New York 1941 (englische Übersetzung des vorherigen Buchs).
- Haudegen Gottes. Das Leben des P. H. Lemke 1796–1882 von ihm selbst erzählt. Kommentiert und herausgegeben von Willibald Mathäser. Echter, Würzburg 1971.